# الخرابة (السياني)

تعديل مصدري - تعديل

الخرابة هي إحدى قرى عزلة الهادس بمديرية السياني التابعة لمحافظة إب، بلغ تعداد سكانها 137 نسمة حسب تعداد اليمن لعام 2004.